# Grammy Awards 2025
La 67ª edizione dei Grammy Award (in inglese 67th Annual Grammy Awards) si è tenuta il 2 febbraio 2025 presso la Crypto.com Arena di Los Angeles.
I premi sono stati assegnati alle migliori canzoni, registrazioni, artisti e composizioni le cui date di pubblicazione rientravano nel periodo tra il 16 settembre 2023 e il 30 agosto 2024 e poi conferiti dai membri della The Recording Academy il 2 febbraio 2025.
Il primo turno di votazione si è svolto dal 4 al 15 ottobre 2024. I candidati sono stati annunciati da Brandy Clark, Kirk Franklin, David Frost, Robert Gordon, Kylie Minogue, Victoria Monét, Gaby Moreno, Deanie Parker, Mark Ronson, Ben Platt e Hayley Williams l'8 novembre in una diretta streaming sul canale YouTube ufficiale dei Grammy. Il turno finale di votazione si è svolto quindi dal 12 dicembre 2024 al 3 gennaio 2025, prima che i vincitori vengano annunciati durante la cerimonia di premiazione. La cerimonia è andata in onda sulla CBS e in streaming su Paramount+. 
La cantautrice statunitense Beyoncé ha ricevuto il maggior numero di candidature, con undici, seguita da Billie Eilish, Charli XCX, Kendrick Lamar e Post Malone, con sette ciascuno. Il rapper statunitense Kendrick Lamar, con cinque vittorie, è l'artista più premiato di questa edizione dei Grammy Awards.

## Cambiamenti
Per l'edizione 2025, la Recording Academy ha annunciato diversi cambiamenti che hanno impattato sia le categorie dei premi sia i criteri di ammissibilità. Per la prima volta in quattro anni, nessuna nuova categoria è stata aggiunta tra i premi. Con una lettera urgente indirizzata ai 12 000 membri votanti, l'Amministratore Delegato della Recording Academy Harvey Mason Jr. ha richiesto di votare appellandosi ai principi etici dello "scopo, intenzione e integrità", senza "pregiudizi, risentimento o disattenzione".

### Categorie
- La categoria Miglior composizione remixata, non classica è stata spostata dalla sezione Produzione, Ingegneria del suono, Composizione ed arrangiamento alla sezione Pop e Dance/elettronica.
- Miglior registrazione pop dance viene rinominata in Miglior registrazione dance pop.
- La categoria Miglior album di musica dance/elettronica viene rinominato in Miglior album dance/elettronico. I criteri di ammissibilità sono stati modificati stabilendo che gli album debbano contenere almeno il 50% di musica dance o elettronica per essere in lizza.
- Il Conjunto rientra ora nella categoria Miglior album di musica regionale e non in Miglior album di musica messicana (inclusa Tex-Mex).
- I criteri di ammissibilità della categoria Miglior colonna sonora per videogiochi e altri media interattivi sono stati modificati stabilendo un requisito in base al quale più del 50% della musica presente sulle colonne sonore deve provenire da nuovi episodi o programmi pubblicati durante l'anno di ammissibilità dei Grammy in corso.
- Miglior canzone per il cambiamento sociale, uno dei premi speciali conferiti al merito, è stato rinominato in Harry Belafonte Miglior canzone per il cambiamento sociale. Da questa edizione viene riconosciuto come un Premio al merito del CEO, con i finalisti e i candidati selezionati annualmente da un comitato composto da una comunità di pari dediti "all'espressione artistica, all'arte della scrittura delle canzoni e al potere delle canzoni di influenzare il cambiamento sociale".[11]

### Criteri
- A tutti gli artisti che partecipano in veste di secondo artista (featuring) ma che contribuiscono meno del 50% al tempo totale di riproduzione verrà assegnato, in tutte le categorie riservate agli album, un Certificato di vittoria. La regola non si applica alle categorie principali o alla categoria Miglior album di un musical teatrale
- La somma richiesta alle case discografiche per il processo di iscrizione online viene aumentata a $180.
- I criteri per la categoria Miglior interpretazione R&B tradizionale  vengono modificati in "rappresentano più accuratamente registrazioni che incarnino elementi classici di musica R&B/Soul, distinguendosi dalle interpretazione contemporanee del genere."
- I criteri per la categoria Miglior album vocale pop tradizionale  vengono modificati al fine di espandere la categoria per "ampliare il suo scopo e accogliere più partecipanti della comunità del musical." Sono stati modificati anche i criteri di ammissibilità degli album, i quali adesso devono contenere più del 75% di esibizioni registrate recentemente e in precedenza mai pubblicate.
- I criteri per la categoria Miglior album di musica per bambini vengono modificati includendo il requisito che i testi e le traduzioni in lingua inglese vengano inclusi nella candidatura iniziale. Viene anche definito un target di pubblico che deve essere incluso nel range "dai neonati ai 12 anni".
- Le linee guida per le candidature alla categoria Autore dell'anno, non classico sono state modificate allo scopo di avere "una più ampia rappresentazione della comunità autoriale", con la soglia minima per la candidatura in cui un autore di canzoni è accreditato come autore o co-autore (non come artista primario, featuring o produttore) che viene ridotta da 5 a 4 brani. Il numero aggiuntivo di canzoni che un autore di canzoni può inviare in cui viene accreditato come artista principale o featuring, o qualsiasi altro ruolo di supporto, è stato aumentato da quattro a cinque.

## Esibizioni
Il 24 gennaio 2025 è stata annunciata la prima tranche di artisti che si sarebbero esibiti in occasione della cerimonia principale della 67ª edizione dei Grammy Award, confermando le esibizioni di Benson Boone, Billie Eilish, Chappell Roan, Charli XCX, Doechii, il duetto di Lady Gaga e Bruno Mars, Raye, Sabrina Carpenter, Shaboozey, Shakira e Teddy Swims. La seconda tranche di esibizioni, tra cui quella di Chris Martin, Cynthia Erivo, Janelle Monáe e Stevie Wonder, insieme alle esibizioni che si sarebbero svolte durante la cerimonia di pre-show, sono state rese note il 29 gennaio 2025.
Cerimonia di premiazione
- Yolanda Adams, Wayne Brady, Deborah Cox, Scott Hoying, Angélique Kidjo e Taj Mahal – Bridge over Troubled Water[16]
- Joe Bonamassa – Twenty-Four Hour Blues[17]
- Muni Long – Made for Me[18]
- Béla Fleck –  Rhapsody in Blue[19]
- Joyce DiDonato, Renée Fleming, Kelli O'Hara, Kevin Puts – All Along[20]

 Cerimonia principale 
- Tributo a Los Angeles eseguito da Dawes, John Legend, Sheryl Crow, Brad Paisley, Brittany Howard e St. Vincent – I Love L.A.[21]
- Billie Eilish e Finneas O'Connell – Birds of a Feather[22]
- Sabrina Carpenter – Espresso / Please Please Please[23]
- Chappell Roan – Pink Pony Club[24]
- Khruangbin – May Ninth[25]
- Benson Boone – Beautiful Things[26]
- Doechii e DJ Miss Milan – Catfish / Denial Is a River[27][28]
- Teddy Swims – Lose Control[29]
- Shaboozey – Good News / A Bar Song (Tipsy)[30]
- Raye – Oscar Winning Tears[31]
- Tributo a Los Angeles eseguito da Lady Gaga e Bruno Mars – California Dreamin'[32]
- The Weeknd e Playboi Carti – Cry for Me / Timeless[33]
- Tributo a Quincy Jones eseguito da Herbie Hancock, Cynthia Erivo, Lainey Wilson, Jacob Collier, Stevie Wonder e Janelle Monáe – Fly Me to the Moon / Let the Good Times Roll / Bluesette / We Are the World / Don't Stop 'Til You Get Enough[34]
- Tributo In Memoriam eseguito da Chris Martin e Grace Bowers – All My Love (tributo a Liam Payne)[35]
- Shakira – Ojos Así / Shakira: Bzrp Music Sessions, Vol. 53[36]
- Charli XCX – Von Dutch / Guess[37]

## Presentatori
La conduzione di Trevor Noah della cerimonia principale è stata ufficializzata il 21 gennaio 2025.
Il 29 gennaio 2025, Justin Tranter è stato confermato come presentatore della cerimonia di premiazione, unitamente agli altri presentatori dei diversi premi. Il giorno seguente, invece, è stato comunicato che Taylor Swift sarebbe stata una delle presentatrici dei premi durante la cerimonia principale.
Cerimonia di premiazione
- Justin Tranter ― conduttore
- Rhiannon Giddens
- Anoushka Shankar
- Jimmy Jam
- Scott Hoying
- Bob Clearmountain
- Queen Sheba
- Wayne Brady

Cerimonia principale
- Trevor Noah ― conduttore
- Cardi B ― Presentatrice categoria Miglior album rap[41]
- Anthony Kiedis e Chad Smith  ― Presentatori categoria Miglior album pop vocale[42]
- Olivia Rodrigo ― Ha presentato Chappell Roan[43]
- Taylor Swift ― Presentatrice categoria Miglior album country[44]
- Victoria Monét ― Presentatrice categoria Miglior artista esordiente
- Harvey Mason Jr. ― Ha presentato The Weeknd[45]
- Jennifer Lopez ― Presentatrice categoria Miglior album pop latino[46]
- Will Smith ― Ha presentato il tributo a Quincy Jones[47]
- SZA ― Presentatrice categoria Miglior interpretazione pop di un duo o un gruppo
- Miley Cyrus ― Presentatrice categoria Registrazione dell'anno[48]
- Gloria Estefan — Ha presentato Shakira[49]
- Queen Latifah — Presentatrice premio Dr. Dre Global Impact Award[50]
- Diana Ross — Presentatrice categoria Canzone dell'anno[51]
- Anthony Marrone e i vigili del fuoco della Contea di Los Angeles — Presentatori categoria Album dell'anno[52]

## Vincitori e candidati
Di seguito è riportata la lista dei vincitori e candidati. I vincitori sono posizionati al primo posto e evidenziati in grassetto.

### Categorie principali

#### Registrazione dell'anno
- Not like Us – Kendrick Lamar; Sean Momberger, Mustard e Sounwave, produttori; Ray Charles Brown Jr. e Johnathan Turner, ingegneri/mixers; Nicolas de Porcel, ingegnere del mastering
- Now and Then – The Beatles; Giles Martin e Paul McCartney, produttori; Geoff Emerick, Steve Genewick, Jon Jacobs, Greg McAllister, Steve Orchard, Keith Smith, Mark 'Spike' Stent e Bruce Sugar, ingegneri/mixers; Miles Showell, ingegnere del mastering
- Texas Hold 'Em – Beyoncé: Beyoncé, Nate Ferraro, Killah B e Raphael Saadiq, produttori; Hotae Alexander Jang, Alex Nibley e Stuart White, ingegneri/mixers; Colin Leonard, ingegnere del mastering
- Espresso – Sabrina Carpenter; Julian Bunetta, produttore; Julian Bunetta e Jeff Gunnell, ingegneri/mixers; Nathan Dantzler, ingegnere del mastering.
- 360 – Charli XCX; Cirkut e A. G. Cook, produttori; Cirkut e Manny Marroquin, ingegneri/mixers; Idania Valencia, ingegnere del mastering
- Birds of a Feather – Billie Eilish; Finneas e Billie Eilish, produttori; Thom Beemer, Jon Castelli, Billie Eilish, Aron Forbes, Brad Lauchert, Finneas e Chaz Sexton, ingegneri/mixers; Dale Becker, ingegnere del mastering
- Good Luck, Babe! – Chappell Roan; Dan Nigro, produttore; Mitch McCarthy e Dan Nigro, ingegneri/mixers; Randy Merrill, ingegnere del mastering
- Fortnight – Taylor Swift featuring Post Malone; Jack Antonoff, Louis Bell e Taylor Swift, produttori; Louis Bell, Bryce Bordone, Șerban Ghenea, Sean Hutchinson, Oli Jacobs, Michael Riddleberger e Laura Sisk, ingegneri/mixers; Randy Merrill, ingegnere del mastering

#### Canzone dell'anno
- Not like Us – Kendrick Lamar; scritta da Kendrick Lamar
- Texas Hold 'Em – Beyoncé; scritta da Brian Bates, Beyoncé, Elizabeth Lowell Boland, Megan Bülow, Nate Ferraro e Raphael Saadiq
- Birds of a Feather – Billie Eilish; scritta da Billie Eilish O’Connell e Finneas O'Connell
- Good Luck, Babe! – Chappell Roan; scritta da Kayleigh Rose Amstutz, Daniel Nigro e Justin Tranter
- Die with a Smile – Lady Gaga e Bruno Mars; scritta da Dernst Emile II, James Fauntleroy, Lady Gaga, Bruno Mars e Andrew Watt
- Please Please Please – Sabrina Carpenter; scritta da Amy Allen, Jack Antonoff e Sabrina Carpenter
- A Bar Song (Tipsy) – Shaboozey; scritta da Sean Cook, Jerrel Jones, Joe Kent, Chibueze Collins Obinna, Nevin Sastry e Mark Williams
- Fortnight – Taylor Swift featuring Post Malone; scritta da Jack Antonoff, Austin Post e Taylor Swift

#### Album dell'anno
- Cowboy Carter – Beyoncé; Beyoncé, Terius The-Dream Gesteelde-Diamant e Dave Hamelin, produttori; Matheus Braz, Brandon Harding, Hotae Alexander Jang, Dani Pampuri e Stuart White, ingegneri/mixers; Ryan Beatty, Beyoncé, Camaron Ochs, Terius The-Dream Gesteelde-Diamant, Dave Hamelin, S. Carter e Raphael Saadiq, autori; Colin Leonard, ingegnere del mastering
- New Blue Sun – André 3000; André 3000 e Carlos Niño, produttori; André 3000, Carlos Niño e Ken Oriole, ingegneri/mixers; André 3000, Surya Botofasina, Nate Mercereau e Carlos Niño, autori; Andy Kravitz, ingegnere del mastering
- Short n' Sweet – Sabrina Carpenter; Jack Antonoff, Julian Bunetta, Ian Kirkpatrick e John Ryan, produttori; Bryce Bordone, Julian Bunetta, Șerban Ghenea, Jeff Gunnell, Oli Jacobs, Manny Marroquin, John Ryan e Laura Sisk, ingegneri/mixers; Amy Allen, Jack Antonoff, Julian Bunetta, Sabrina Carpenter, Ian Kirkpatrick, Julia Michaels e John Ryan, autori; Nathan Dantzler e Ruairi O'Flaherty, ingegnere del mastering
- Brat – Charli XCX; Charli XCX, Cirkut e A. G. Cook, produttori; A. G. Cook, Tom Norris e Geoff Swan, ingegneri/mixers; Charlotte Aitchison, Henry Walter, Alexander Guy Cook, Finn Keane e Jonathan Christopher Shave, autori; Idania Valencia, ingegnere del mastering
- Djesse Vol. 4 – Jacob Collier; Jacob Collier, produttore; Ben Bloomberg, Jacob Collier e Paul Pouwer, ingegneri/mixers; Jacob Collier, autore; Chris Allgood e Emily Lazar, ingegnere del mastering
- Hit Me Hard and Soft – Billie Eilish; Billie Eilish e Finneas, produttori; Thom Beemer, Jon Castelli, Billie Eilish, Finneas, Aron Forbes, Brad Lauchert e Chaz Sexton, ingegneri/mixers; Billie Eilish O'Connell e Finneas O'Connell, autori; Dale Becker, ingegnere del mastering
- The Rise and Fall of a Midwest Princess – Chappell Roan; Daniel Nigro, produttore; Mitch McCarthy e Daniel Nigro, ingegneri/mixers; Daniel Nigro e Kayleigh Rose Amstutz, autori; Randy Merrill, ingegnere del mastering
- The Tortured Poets Department – Taylor Swift; Jack Antonoff, Aaron Dessner e Taylor Swift, produttori; Zem Audu, Bella Blasko, Bryce Bordone, Șerban Ghenea, David Hart, Mikey Freedom Hart, Sean Hutchinson, Oli Jacobs, Jonathan Low, Michael Riddleberger, Christopher Rowe, Laura Sisk e Evan Smith, ingegneri/mixers; Jack Antonoff, Aaron Dessner e Taylor Swift, autori; Randy Merrill, ingegnere del mastering

#### Miglior artista esordiente
- Chappell Roan
- Benson Boone
- Sabrina Carpenter
- Doechii
- Khruangbin
- Raye
- Shaboozey
- Teddy Swims

#### Autore dell'anno, non classico
- Amy Allen
- Édgar Barrera
- Jessi Alexander
- Jessie Jo Dillon
- Raye

#### Produttore dell'anno, non classico
- Dan Nigro
- Alissia
- Dernst D'Mile Emile II
- Ian Fitchuk
- Mustard

### Classica

#### Miglior interpretazione orchestrale
- Ortiz: Revolución Diamantina – Gustavo Dudamel, direttore d'orchestra (Los Angeles Philharmonic)
- Adams: City Noir, Fearful Symmetries & Lola Montez Does the Spider Dance – Marin Alsop, direttore d'orchestra (ORF Vienna Radio Symphony Orchestra)
- Kodály: Háry János Suite; Summer Evening & Symphony In C Major – JoAnn Falletta, direttore d'orchestra (Buffalo Philharmonic Orchestra)
- Sibelius: Karelia Suite, Rakastava - & Lemminkäinen, Susanna Mälkki, direttore d'orchestra (Helsinki Philharmonic Orchestra)
- Stravinsky: The Firebird, Esa-Pekka Salonen – direttore d'orchestra (San Francisco Symphony)

#### Miglior registrazione d'opera
- Saariaho: Adriana Mater – Esa-Pekka Salonen, direttore d'orchestra; Fleur Barron, Axelle Fanyo, Nicholas Phan e Christopher Purves; Jason O’Connell, produttore (San Francisco Symphony e San Francisco Symphony Chorus; Timo Kurkikangas)
- Adams: Girls of the Golden West – John Adams, direttore d'orchestra; Paul Appleby, Julia Bullock, Hye Jung Lee, Daniela Mack, Elliot Madore, Ryan McKinny e Davóne Tines; Dmitriy Lipay, produttore (Los Angeles Philharmonic e Los Angeles Master Chorale)
- Catán: Florencia En El Amazonas – Yannick Nézet-Séguin, direttore d'orchestra; Mario Chang, Michael Chioldi, Greer Grimsley, Nancy Fabiola Herrera, Mattia Olivieri, Ailyn Pérez e Gabriella Reyes; David Frost, produttore (The Metropolitan Opera Orchestra e The Metropolitan Opera Chorus)
- Moravec: The Shining – Gerard Schwarz, direttore d'orchestra; Tristan Hallett, Kelly Kaduce e Edward Parks; Blanton Alspaugh, produttore (Kansas City Symphony e Lyric Opera Of Kansas City Chorus)
- Puts: The Hours – Yannick Nézet-Séguin, direttore d'orchestra; Joyce DiDonato, Renée Fleming e Kelli O’Hara; David Frost, produttore (Metropolitan Opera Orchestra e Metropolitan Opera Chorus)

#### Miglior interpretazione corale
- Ochre – Donald Nally, direttore d'orchestra (The Crossing)
- Clear Voices in the Dark – Matthew Guard, direttore d'orchestra (Carrie Cheron, Nathan Hodgson, Helen Karloski e Clare McNamara; Skylark Vocal Ensemble)
- A Dream So Bright - Choral Music of Jake Runestad – Eric Holtan, direttore d'orchestra (Jeffrey Biegel; True Concord Orchestra; True Concord Voices)
- Handel: Israel In Egypt – Jeannette Sorrell, direttore d'orchestra (Margaret Carpenter Haigh, Daniel Moody, Molly Netter, Jacob Perry e Edward Vogel; Apollo’s Fire; Apollo’s Singers)
- Sheehan: Akathist – Elaine Kelly, direttore d'orchestra; Melissa Attebury, Stephen Sands e Benedict Sheehan, maestri del coro (Elizabeth Bates, Paul D’Arcy, Tynan Davis, Aine Hakamatsuka, Steven Hrycelak, Helen Karloski, Enrico Lagasca, Edmund Milly, Fotina Naumenko, Neil Netherly, Timothy Parsons, Stephen Sands, Miriam Sheehan e Pamela Terry; Novus NY; Artefact Ensemble, The Choir of Trinity Wall Street, Downtown Voices e Trinity Youth Chorus)

#### Miglior interpretazione di musica da camera/piccolo ensemble
- Rectangles and Circumstance – Caroline Shaw e Sō Percussion
- Adams, J.L.: Waves & Particles – JACK Quartet
- Beethoven for Three: Symphony No. 4 And Op. 97, ‘Archduke’ – Yo-Yo Ma, Leonidas Kavakos, Emanuel Ax
- Cerrone: Beaufort Scales – Beth Willer, Christopher Cerrone, Lorelei Ensemble
- Home – Miró Quartet

#### Miglior assolo strumentale di musica classica
- Bach: Goldberg Variations – Víkingur Ólafsson
- Akiho: Longing – Andy Akiho
- Eastman: The Holy Presence of Joan D’Arc – Seth Parker Woods; Christopher Rountree, direttore d'orchestra (Wild Up)
- Entourer – Mak Grgić (Ensemble Dissonance)
- Perry: Concerto for Violin & Orchestra – Curtis Stewart; James Blachly, direttore d'orchestra (Experiential Orchestra)
- Beyond the Years - Unpublished Songs of Florence Price – Karen Slack, solista; Michelle Cann, pianista

#### Miglior album vocale solista classico
- Beyond The Years - Unpublished Songs Of Florence Price – Karen Slack, solista; Michelle Cann, pianista
- A Change Is Gonna Come - Nicholas Phan, solista; Palaver Strings, complesso
- Newman: Bespoke Songs - Fotina Naumenko, solista; Marika Bournaki, pianista (Nadège Foofat; Julietta Curenton, Colin Davin, Mark Edwards, Nadia Pessoa, Timothy Roberts, Ryan Romine, Akemi Takayama, Karlyn Viña, Garrick Zoeter)
- Show Me the Way - Will Liverman, solista; Jonathan King, pianista
- Wagner: Wesendonck Lieder - Joyce DiDonato, solista; Maxim Emelyanychev, direttore d'orchestra (Il Pomo d’Oro)

#### Miglior compendio classico
- Ortiz: Revolución Diamantina - Gustavo Dudamel, direttore d'orchestra; Dmitriy Lipay, produttore
- Akiho: BeLonging - Andy Akiho e Imani Winds; Andy Akiho, Sean Dixon e Mark Dover, produttori
- American Counterpoints - Curtis Stewart; James Blachly, direttore d'orchestra; Blanton Alspaugh, produttori
- Foss: Symphony No. 1; Renaissance Concerto; Three American Pieces; Ode - JoAnn Falletta, direttore d'orchestra; Bernd Gottinger, produttore
- Mythologies II - Sangeeta Kaur, Omar Najmi, Hilá Plitmann, Robert Thies e Danaë Xanthe Vlasse; Michael Shapiro, direttore d'orchestra; Jeff Atmajian, Emilio D. Miler, Hai Nguyen, Robert Thies, Danaë Xanthe Vlasse e Kitt Wakeley, produttori

#### Miglior composizione di musica contemporanea
- Ortiz: Revolución Diamantina - Gabriela Ortiz, compositore (Gustavo Dudamel, Los Angeles Philharmonic e Los Angeles Master Chorale)
- Casarrubios: Seven for Solo Cello - Andrea Casarrubios, compositore (Andrea Casarrubios)
- Coleman: Revelry - Valerie Coleman, compositore (Decoda)
- Lang: Composition as Explanation - David Lang, compositore (Eighth Blackbird)
- Saariaho: Adriana Mater - Kaija Saariaho, compositore (Esa-Pekka Salonen, Fleur Barron, Nicholas Phan, Christopher Purves, Axelle Fanyo, San Francisco Symphony Chorus e Orchestra)

### Country e musica Americana

#### Miglior album blues tradizionale
- Swingin' Live at The Church in Tulsa – The Taj Mahal Sextet
- Hill Country Love – Cedric Burnside
- Struck Down – The Fabulous Thunderbirds
- One Guitar Woman – Sue Foley
- Sam's Place – Little Feat

#### Miglior album blues contemporaneo
- Mileage – Ruthie Foster
- Blues Deluxe Vol. 2 – Joe Bonamassa
- Blame It On Eve – Shemekia Copeland
- Friendlytown – Steve Cropper & The Midnight Hour
- The Fury – Antonio Vergara

#### Miglior interpretazione di musica american roots
- Lighthouse – Sierra Ferrell
- Blame It on Eve – Shemekia Copeland
- Nothing in Rambling – The Fabulous Thunderbirds featuring Bonnie Raitt, Keb’ Mo’, Taj Mahal & Mick Fleetwood
- The Ballad of Sally Anne – Rhiannon Giddens

#### Miglior canzone di musica american roots
- American Dreaming – Sierra Ferrell; scritta da Sierra Ferrell & Melody Walker
- Ahead of the Game – Mark Knopfler; scritta da Mark Knopfler
- All in Good Time – Iron & Wine featuring Fiona Apple; scritta da Sam Beam
- All My Friends – Aoife O'Donovan; scritta Aoife O'Donovan
- Blame It on Eve – Shemekia Copeland; scritta da John Hahn & Will Kimbrough

#### Miglior album di musica americana
- Trail of Flowers – Sierra Ferrell
- The Other Side – T Bone Burnett
- $10 Cowboy – Charley Crockett
- Polaroid Lovers – Sarah Jarosz
- No One Gets Out Alive – Maggie Rose
- Tigers Blood – Waxahatchee

#### Miglior interpretazione di musica americana
- American Dreaming – Sierra Ferrell
- Ya Ya – Beyoncé
- Subtitles – Madison Cunningham
- Don't Do Me Good – Madi Diaz featuring Kacey Musgraves
- Runaway Train – Sarah Jarosz
- Empty Trainload of Sky – Gillian Welch & David Rawlings

#### Miglior album bluegrass
- Live Vol. 1 – Billy Strings
- I Built a World – Bronwyn Keith-Hynes
- Songs of Love and Life – The Del McCoury Band
- No Fear – Sister Sadie
- Earl Jam – Tony Trischka
- Dan Tyminski: Live from the Ryman – Dan Tyminski

#### Miglior album folk
- Woodland – Gillian Welch & David Rawlings
- American Patchwork Quartet – American Patchwork Quartet
- Weird Faith – Madi Diaz
- Bright Future – Adrianne Lenker
- All My Friends – Aoife O'Donovan

#### Miglior album di musica regionale
- Kuini – Kalani Pe'a
- 25 Back to My Roots – Sean Ardoin & Kreole Rock And Soul
- Live at the 2024 New Orleans Jazz & Heritage Festival – Big Chief Monk Boudreaux & The Golden Eagles featuring J'Wan Boudreaux
- Live at the 2024 New Orleans Jazz & Heritage Festival – New Breed Brass Band featuring Trombone Shorty
- Stories from The Battlefield – The Rumble featuring Chief Joseph Boudreaux Jr.

#### Miglior album country
- Cowboy Carter – Beyoncé
- F-1 Trillion – Post Malone
- Deeper Well – Kacey Musgraves
- Higher – Chris Stapleton
- Whirlwind – Lainey Wilson

#### Miglior interpretazione country di un duo o un gruppo
- II Most Wanted – Beyoncé & Miley Cyrus
- Cowboys Cry Too – Kelsea Ballerini & Noah Kahan
- Break Mine – Brothers Osborne
- Bigger Houses – Dan + Shay
- I Had Some Help – Post Malone featuring Morgan Wallen

#### Miglior canzone country
- The Architect – Kacey Musgraves; scritta da Shane McAnally, Kacey Musgraves & Josh Osborne
- A Bar Song (Tipsy) – Shaboozey; scritta da Sean Cook, Collins Obinna Chibueze & Nevin Sastry
- I Am Not Okay – Jelly Roll; scritta da Casey Brown, Jason DeFord, Ashley Gorley & Taylor Phillips
- I Had Some Help – Post Malone featuring Morgan Wallen; scritta da Louis Bell, Ashley Gorley, Hoskins, Austin Post, Ernest Smith, Ryan Vojtesak, Morgan Wallen & Chandler Paul Walters
- Texas Hold 'Em – Beyoncé; scritta da Brian Bates, Beyoncé, Atia Boggs, Elizabeth Lowell Boland, Megan Bülow, Nate Ferraro & Raphael Saadiq

#### Miglior interpretazione country solista
- It Takes a Woman – Chris Stapleton
- 16 Carriages – Beyoncé
- I Am Not Okay – Jelly Roll
- The Architect – Kacey Musgraves
- A Bar Song (Tipsy) – Shaboozey

### Gospel e musica cristiana contemporanea

#### Miglior interpretazione/canzone gospel
- One Hallelujah – Tasha Cobbs Leonard, Erica Campbell & Israel Houghton featuring Jonathan McReynolds & Jekalyn Carr; scritta da G. Morris Coleman, Israel Houghton, Kenneth Leonard, Jr., Tasha Cobbs Leonard e Naomi Raine
- Church Doors – Yolanda Adams; scritta da Sir William James Baptist e Donald Lawrence
- Hold On (Live) – Ricky Dillard
- Holy Hands – DOE; scritta da Jesse Paul Barrera, Jeffrey Castro Bernat, Dominique Jones, Timothy Ferguson, Kelby Shavon Johnson, Jr., Jonathan McReynolds, Rickey Slikk Muzik Offord e Juan Winans
- Yesterday – Melvin Crispell III

#### Miglior interpretazione/canzone di musica cristiana contemporanea
- That's My King – CeCe Winans; scritta da Taylor Agan, Kellie Gamble, Lloyd Nicks e Jess Russ
- Firm Foundation (He Won't) – Honor & Glory featuring Disciple
- Holy Forever (Live) – Bethel Music & Jenn Johnson featuring CeCe Winans
- In The Name Of Jesus – JWLKRS Worship & Maverick City Music featuring Chandler Moore; scritta da Austin Armstrong, Ran Jackson, Chandler Moore, Sajan Nauriyal, Ella Schnacky, Noah Schnacky e Ilya Toshinskiy
- In The Room – Maverick City Music, Naomi Raine & Chandler Moore featuring Tasha Cobbs Leonard; scritta da G. Morris Coleman, Tasha Cobbs Leonard e Naomi Raine
- Praise – Elevation Worship featuring Brandon Lake, Chris Brown & Chandler Moore; scritta da Pat Barrett, Chris Brown, Cody Carnes, Steven Furtick, Brandon Lake e Chandler Moore

#### Miglior album gospel
- More Than This – CeCe Winans
- Choirmaster II (Live) – Ricky Dillard
- Covered Vol. 1 – Melvin Crispell III
- Father's Day – Kirk Franklin
- Still Karen – Karen Clark Sheard

#### Miglior album di musica cristiana contemporanea
- Heart of a Human – DOE
- Coat of Many Colors – Brandon Lake
- Child of God – Forrest Frank
- The Maverick Way Complete – Maverick City Music, Naomi Raine & Chandler Moore
- When Wind Meets Fire – Elevation Worship

#### Miglior album Roots Gospel
- Church – Cory Henry
- Loving You – The Nelons
- Rhapsody – The Harlem Gospel Travelers
- The Gospel According To Mark – Mark D. Conklin
- The Gospel Sessions, Vol 2 – Authentic Unlimited

### Jazz, Pop tradizionale, Strumentale contemporanea e Teatro musicale

#### Miglior album jazz latino
- Cubop Lives! – Luques Curtis, Zaccai Curtis, Willie Martinez, Camilo Molina & Reinaldo de Jesus
- Spain Forever Again – Michel Camilo & Tomatito
- COLLAB – Hamilton de Holanda & Gonzalo Rubalcaba
- Time and Again – Eliane Elias
- El Trio: Live in Italy – Horacio "El Negro" Hernández, John Beasley & José Gola
- Cuba and Beyond – Chucho Valdés & Royal Quartet
- As I Travel – Donald Vega featuring Lewis Nash, John Patitucci & Luisito Quintero

#### Miglior album strumentale jazz
- Remembrance – Chick Corea & Béla Fleck
- Owl Song – Ambrose Akinmusire featuring Bill Frisell & Herlin Riley
- Beyond This Place – Kenny Barron feat. Kiyoshi Kitagawa, Johnathan Blake, Immanuel Wilkins & Steve Nelson
- Phoenix Reimagined (Live) – Lakecia Benjamin
- Solo Game – Sullivan Fortner

#### Miglior album jazz vocale
- A Joyful Holiday – Samara Joy
- Journey in Black – Christie Dashiell
- Wildflowers Vol. 1 – Kurt Elling & Sullivan Fortner
- Milton + Esperanza – Milton Nascimento & Esperanza Spalding
- My Ideal – Catherine Russell & Sean Mason

#### Miglior interpretazione jazz
- Twinkle Twinkle Little Me – Samara Joy featuring Sullivan Fortner
- Walk with Me, Lord (SOUND | SPIRIT) – The Baylor Project
- Phoenix Reimagined (Live) – Lakecia Benjamin featuring Randy Brecker, Jeff “Tain” Watts & John Scofield
- Juno – Chick Corea & Béla Fleck
- Little Fears – Dan Pugach Big Band featuring Nicole Zuraitis & Troy Roberts

#### Miglior album jazz per grande complesso
- Bianca Reimagined: Music for Paws and Persistence – Dan Pugach Big Band
- Returning to Forever – John Beasley & Frankfurt Radio Big Band
- And So It Goes – The Clayton-Hamilton Jazz Orchestra
- Walk a Mile in My Shoe – Orrin Evans & The Captain Black Big Band
- Golden City – Miguel Zenón

#### Miglior album jazz alternativo
- No More Water: The Gospel of James Baldwin – Meshell Ndegeocello
- Night Reign – Arooj Aftab
- New Blue Sun – André 3000
- Code Derivation – Robert Glasper
- Foreverland – Keyon Harrold

#### Miglior album di un musical teatrale
- Hell's Kitchen – Shoshana Bean, Brandon Victor Dixon, Kecia Lewis e Maleah Joi Moon, vocalist principali; Adam Blackstone, Alicia Keys e Tom Kitt, produttori; Alicia Keys, compositore e autore; eseguito dal cast originale di Broadway
- Merrily We Roll Along – Jonathan Groff, Lindsay Mendez e Daniel Radcliffe, vocalist principali; David Caddick, Joel Fram, Maria Friedman & David Lai, produttori; Stephen Sondheim, compositore e autore; eseguito dal cast di Broadway
- The Notebook – John Clancy, Carmel Dean, Kurt Deutsch, Derik Lee, Kevin McCollum e Ingrid Michaelson, produttori; Ingrid Michaelson, compositore e autore; eseguito dal cast originale di Broadway
- The Outsiders – Joshua Boone, Brent Comer, Brody Grant e Sky Lakota-Lynch, vocalist principali; Zach Chance, Jonathan Clay, Matt Hinkley, Justin Levine e Lawrence Manchester, produttori; Zach Chance, Jonathan Clay e Justin Levine, compositori e autori; eseguito dal cast originale di Broadway
- Suffs – Andrea Grody, Dean Sharenow e Shaina Taub, produttori; Shaina Taub, compositore e autore; eseguito dal cast originale di Broadway
- The Wiz – Wayne Brady, Deborah Cox, Nichelle Lewis e Avery Wilson, vocalist principali; Joseph Joubert, Allen René Louis e Lawrence Manchester, produttori; Charlie Smalls, compositore e autore; reinterpetazione del cast di Broadway 2024

#### Miglior album vocale pop tradizionale
- Visions – Norah Jones
- À Fleur De Peau – Cyrille Aimée
- Good Together – Lake Street Dive
- Impossible Dream – Aaron Lazar
- Christmas Wish – Gregory Porter

#### Miglior album strumentale contemporaneo
- Plot Armor – Taylor Eigsti
- Rhapsody in Blue – Béla Fleck
- Orchestras (Live) – Bill Frisell featuring Alexander Hanson, Brussels Philharmonic, Rudy Royston & Thomas Morgan
- Mark – Mark Guiliana
- Speak to Me – Julian Lage

### Latina, Internazionale, musica Africana, Reggae e New Age

#### Miglior album pop latino
- Las Mujeres Ya No Lloran – Shakira
- Funk Generation – Anitta
- El Viaje – Luis Fonsi
- García – Kany García
- Orquídeas – Kali Uchis

#### Miglior album di Música Urbana
- Las Letras Ya No Importan – Residente
- Nadie Sabe Lo Que Va a Pasar Mañana – Bad Bunny
- Rayo – J Balvin
- Ferxxocalipsis – Feid
- Att. – Young Miko

#### Miglior album rock latino o latino alternativo
- ¿Quién Trae las Cornetas? – Rawayana
- Compita del Destino – El David Aguilar
- Pa' Tu Cuerpa – Cimafunk
- Autopoiética – Mon Laferte
- Grasa – Nathy Peluso

#### Miglior album di musica messicana (inclusa Tex-Mex)
- Boca Chueca, Vol. 1 – Carín León
- Diamantes – Chiquis
- Éxodo – Peso Pluma
- De Lejitos – Jessi Uribe

#### Miglior album di musica latina tropicale
- Alma, Corazón y Salsa (Live at Gran Teatro Nacional) – Tony Succar & Mimy Succar
- Muevense – Marc Anthony
- Bailar – Sheila E.
- Radio Güira – Juan Luis Guerra
- Vacilón Santiaguero – Kiki Valera

#### Migliore interpretazione musicale internazionale
- Bemba Colorá – Sheila E. featuring Gloria Estefan & Mimy Succar
- Raat Ki Rani – Arooj Aftab
- A Rock Somewhere – Jacob Collier featuring Anoushka Shankar & Varijashree Venugopal
- Rise – Rocky Dawuni
- Sunlight to My Soul – Angélique Kidjo featuring Soweto Gospel Choir
- Kashira – Masa Takumi featuring Ron Korb, Noshir Mody & Dale Edward Chung

#### Miglior album musicale internazionale
- Alkebulan II – Matt B featuring Royal Philharmonic Orchestra
- Paisajes – Ciro Hurtado
- Heis – Rema
- Historias De Un Flamenco – Antonio Rey
- Born in the Wild – Tems

#### Migliore album new age
- Triveni — Wouter Kellerman, Eru Matsumoto & Chandrika Tandon
- Break of Dawn — Ricky Kej
- Visions Of Sounds De Luxe — Chris Redding
- Opus — Ryuichi Sakamoto
- Chapter II: How Dark It Is Before Dawn — Anoushka Shankar
- Warriors Of Light — Radhika Vekaria

#### Miglior album reggae
- Bob Marley: One Love - Music Inspired By The Film (Deluxe) — AA.VV.
- Take It Easy — Collie Buddz
- Party With Me — Vybz Kartel
- Never Gets Late Here — Shenseea
- Evolution — The Wailers

#### Migliore interpretazione di musica africana
- Love Me JeJe – Tems
- Tomorrow – Yemi Alade
- MMS – Asake & Wizkid
- Sensational – Chris Brown featuring Davido & Lojay
- Higher – Burna Boy

### Per l'infanzia, umoristico, audiolibri e storytelling, media visivi e videoclip/film musicali

#### Miglior registrazione di un audiolibro, narrazione e storytelling
- Last Sunday in Plains: A Centennial Celebration – Jimmy Carter
- All You Need Is Love: The Beatles In Their Own Words – Guy Oldfield
- ...And Your Ass Will Follow – George Clinton
- Behind the Seams: My Life in Rhinestones – Dolly Parton
- My Name Is Barbra – Barbra Streisand

#### Miglior album di musica per bambini
- Brillo, Brillo! - Lucky Diaz and the Family Jam Band
- Creciendo - Lucy Kalantari e The Jazz Cats
- My Favorite Dream - John Legend
- Solid Rock Revival - Rock for Children
- World Wide Playdate - Divinity Roxx e Divi Roxx Kids

#### Miglior album umoristico
- The Dreamer – Dave Chappelle
- Armageddon – Ricky Gervais
- The Prisoner – Jim Gaffigan
- Someday You'll Die – Nikki Glaser
- Where Was I – Trevor Noah

#### Miglior raccolta di colonna sonora per i media visivi
- Maestro: Music by Leonard Bernstein – London Symphony Orchestra, Yannick Nézet-Séguin e Bradley Cooper
- Il colore viola (The Color Purple) – AA.VV.
- Deadpool & Wolverine – AA.VV.
- Saltburn – AA.VV.
- Twisters: The Album – AA.VV.

#### Miglior canzone scritta per i media visivi
- It Never Went Away - Jon Batiste, scritta da Jon Batiste e Dan Wilson - American Symphony
- Ain't No Love in Oklahoma - Luke Combs, scritta da Jessie Alexander, Luke Combs e Johnathan Singleton - Twisters: The Album
- Better Place; NSYNC e Justin Timberlake, scritta da Amy Allen, Shellback, e Justin Timberlake - Trolls 3 - Tutti insieme (Trolls Band Together)
- Can't Catch Me Now - Olivia Rodrigo; scritta da Dan Nigro e Olivia Rodrigo - Hunger Games - La ballata dell'usignolo e del serpente (The Hunger Games: The Ballad of Songbirds and Snakes)
- Love Will Survive - Barbra Streisand, scritta da Walter Afanasieff, Charlie Midnight, Kara Talve e Hans Zimmer - Il tatuatore di Auschwitz (The Tattooist of Auschwitz)

#### Miglior colonna sonora per i media visivi
- Dune - Parte due (Dune: Part Two) – Hans Zimmer
- American Fiction – Laura Karpman
- Challengers – Trent Reznor e Atticus Ross
- Il colore viola (The Color Purple) – Kris Bowers
- Shōgun – Nick Chuba, Atticus Ross e Leopold Ross

#### Miglior colonna sonora per videogiochi e altri media interattivi
- Wizardry: Proving Grounds of the Mad Overlord – Winifred Phillips
- Avatar: Frontiers of Pandora – Pinar Toprak
- God of War Ragnarök: Valhalla – Bear McCreary
- Marvel's Spider-Man 2 – John Paesano
- Star Wars Outlaws – Wilbert Roget II

#### Miglior videoclip
- Not like Us – Kendrick Lamar; Dave Free & Kendrick Lamar, registi; Jack Begert, Sam Canter & Jamie Rabineau, produttori
- Tailor Swif – ASAP Rocky; Vania Heymann e Gal Muggia, registi; Natan Schottenfels, produttore
- 360 – Charli XCX; Aidan Zamiri, regista; Jami Arceo & Evan Thicke, produttori
- Houdini – Eminem; Rich Lee, regista; Kathy Angstadt, Lisa Arianna & Justin Diener, produttori
- Fortnight – Taylor Swift featuring Post Malone; Taylor Swift, regista; Jil Hardin, produttore

#### Miglior film musicale
- American Symphony – Jon Batiste; Matthew Heineman, regista; Lauren Domino, Matthew Heineman e Joedan Okun, produttori
- June – June Carter Cash; Kristen Vaurio, regista; Josh Matas, Sarah Olson, Jason Owen, Mary Robertson e Kristen Vaurio, produttori
- Kings From Queens – Run-DMC; Kirk Fraser, regista; William H. Masterson III, produttore
- Stevie Van Zandt: Disciple – Steven Van Zandt; Bill Teck, regista; Robert Cotto, David Fisher e Bill Teck, produttori
- The Greatest Night in Pop – AA.VV.; Bao Nguyen, regista; Bruce Eskowitz, George Hencken, Larry Klein, Julia Nottingham, Lionel Richie e Harriet Sternberg, produttori

### Pop e Dance/elettronica

#### Miglior registrazione dance/elettronica
- Neverender – Justice e Tame Impala; Gaspard Augé e Xavier De Rosnay, produttori; Gaspard Augé, Xavier De Rosnay, Damien Quintard e Vincent Taurelle, mixers
- She's Gone, Dance On – Disclosure; Guy Lawrence e Howard Lawrence, produttori; Guy Lawrence, mixer
- Loved – Four Tet; Kieran Hebden, produttore; Kieran Hebden, mixer
- Leave Me Alone – Fred Again e Baby Keem; Boo, Fred Again., Alex Gibson, Kieran Hebden, LOOSE, Skrillex e Sid Stone, produttori; Fred Again. e Jay Reynolds, mixers
- Witchy – Kaytranada e Childish Gambino; Lauren D'Elia e KAYTRANADA, produttori; Neal H Pogue, mixer

#### Miglior album dance/elettronico
- Brat – Charli XCX
- Three – Four Tet
- Hyperdrama – Justice
- Timeless – Kaytranada
- Telos – Zedd

#### Miglior interpretazione pop solista
- Sabrina Carpenter – Espresso
- Beyoncé – Bodyguard
- Charli XCX – Apple
- Billie Eilish – Birds of a Feather
- Chappell Roan – Good Luck, Babe!

#### Miglior interpretazione pop di un duo o un gruppo
- Lady Gaga e Bruno Mars – Die with a Smile
- Gracie Abrams featuring Taylor Swift – Us
- Beyoncé featuring Post Malone – Levii's Jeans
- Charli XCX e Billie Eilish – Guess
- Ariana Grande, Brandy e Monica – The Boy Is Mine

#### Miglior album pop vocale
- Short n' Sweet – Sabrina Carpenter
- Hit Me Hard and Soft – Billie Eilish
- Eternal Sunshine – Ariana Grande
- The Rise and Fall of a Midwest Princess – Chappell Roan
- The Tortured Poets Department – Taylor Swift

#### Miglior registrazione dance pop
- Von Dutch – Charli XCX; Finn Keane, produttore; Tom Norris, mixer
- Make You Mine – Madison Beer; Madison Beer e Leroy Clampitt, produttori; Mitch McCarthy, mixer
- L'Amour de Ma Vie (Over Now extended edit) – Billie Eilish; Billie Eilish e Finneas, produttori; John Castelli e Aron Forbes, mixers
- Yes, And? – Ariana Grande; Ariana Grande, Ilya e Max Martin, produttori; Șerban Ghenea, mixer
- Got Me Started – Troye Sivan; Ian Kirkpatrick, produttore; Alex Ghenea, mixer

#### Miglior registrazione remixata, non classica
- Espresso (Mark Ronson x FnZ Working Late Remix) – FnZ e Mark Ronson, remixers (Sabrina Carpenter)
- Alter Ego (Kaytranada Remix) – Kaytranada, remixer (Doechii featuring JT)
- A Bar Song (Tipsy) (Remix) – David Guetta, remixer (Shaboozey e David Guetta)
- Jah Sees Them (Amapiano Remix) – Alexx Antaeus, Footsteps e MeMyish, remixers (Julian Marley e Antaeus)
- Von Dutch – A. G. Cook, remixer (Charli XCX e A. G. Cook featuring Addison Rae)

### Produzione, Ingegneria del suono, Composizione ed arrangiamento

#### Produttore dell'anno, classica
- Elaine Martone
- Erica Brenner
- Christoph Franke
- Morten Lindberg
- Dmitriy Lipay
- Dirk Sobotka

#### Miglior album audio immersivo
- i/o (In-Side Mix) - Hans-Martin Buff, ingegnere del mastering; Brian Eno, Peter Gabriel e Richard Russell, produttori (Peter Gabriel)
- Avalon - Bob Clearmountain, ingegnere del mastering; Rhett Davies e Bryan Ferry, produttori (Roxy Music)
- Genius Loves Company - Michael Romanowski, Eric Schilling e Herbert Waltl, ingegneri del mastering; Michael Romanowski, ingegnere del mastering; John Burk, produttore (Ray Charles With Various Artists)
- Henning Sommerro: Borders - Morten Lindberg, ingegnere del mastering e produttore (Trondheim Symphony Orchestra)
- Pax - Morten Lindberg e produttore (Ensemble 96 e Current Saxophone Quartet)

#### Miglior album ingegnerizzato, non classico
- i/o - Tchad Blake, Oli Jacobs, Katie May e Dom Shaw, ingegneri; Matt Colton, ingegnere del mastering (Peter Gabriel)
- Algorithm - Dernst Emile II, Michael B. Hunter, Stephan Johnson, Rachel Keen, John Kercy, Charles Moniz e Todd Robinson, ingegneri; Colin Leonard, ingegnere del mastering (Lucky Daye)
- Cyan Blue - Jack Emblem, Jack Rochon e Charlotte Day Wilson, ingegneri; Chris Gehringer, ingegnere del mastering (Charlotte Day Wilson)
- Deeper Well - Craig Alvin, Shawn Everett, Mai Leisz, Todd Lombardo, John Rooney, Konrad Snyder e Daniel Tashian, ingegneri; Greg Calbi, ingegnere del mastering (Kacey Musgraves)
- Empathogen - Beatriz Artola, Zach Brown, Oscar Cornejo, Chris Greatti e Mitch McCarthy, ingegneri; Joe La Porta, ingegnere del mastering (WILLOW)
- Short n' Sweet - Bryce Bordone, Julian Bunetta, Șerban Ghenea, Jeff Gunnell, Oli Jacobs, Ian Kirkpatrick, Jack Manning, Manny Marroquin, John Ryan e Laura Sisk, ingegneri; Nathan Dantzler e Ruairi O'Flaherty, ingegneri del mastering (Sabrina Carpenter)

#### Miglior album ingegnerizzato, classica
- Bruckner: Symphony No. 7; Bates: Resurrexit - Mark Donahue e John Newton, ingegneri; Mark Donahue, ingegnere del mastering (Manfred Honeck e Pittsburgh Symphony Orchestra)
- Adams: Girls Of The Golden West - Alexander Lipay e Dmitriy Lipay, ingegneri; Alexander Lipay e Dmitriy Lipay, ingegneri del mastering (John Adams, Daniela Mack, Ryan McKinny, Paul Appleby, Hye Jung Lee, Elliot Madore, Julia Bullock, Davóne Tines, Los Angeles Philharmonic e Los Angeles Master Chorale)
- Andres: The Blind Banister - Silas Brown, Doron Schachter e Michael Schwartz, ingegneri; Matt Colton, ingegnere del mastering (Andrew Cyr, Inbal Segev e Metropolis Ensemble)
- Clear Voices In The Dark - Daniel Shores, ingegnere; Daniel Shores, ingegnere del mastering (Matthew Guard e Skylark Vocal Ensemble)
- Ortiz: Revolución Diamantina - Alexander Lipay e Dmitriy Lipay, ingegneri; Alexander Lipay e Dmitriy Lipay, ingegneri del mastering (Gustavo Dudamel, María Dueñas, Los Angeles Philharmonic e Los Angeles Master Chorale)

#### Miglior composizione strumentale
- Strands - Pascal Le Boeuf, compositore (Akropolis Reed Quintet, Pascal Le Boeuf e Christian Euman)
- At Last - Shelton G. Berg, compositore (Shelly Berg)
- Communion - Christopher Zuar, compositore (Christopher Zuar Orchestra)
- I Swear, I Really Wanted to Make a 'Rap' Album but This Is Literally the Way the Wind Blew Me This Time - André 3000, Surya Botofasina, Nate Mercereau e Carlos Niño, compositori (André 3000)
- Remembrance - Chick Corea, compositore  (Chick Corea e Béla Fleck)

#### Miglior arrangiamento, strumentale o a cappella
- Bridge Over Troubled Water - Jacob Collier, Tori Kelly e John Legend, arrangiatori (Jacob Collier featuring John Legend e Tori Kelly)
- Baby Elephant Walk - Encore - Michael League, arrangiatore (Snarky Puppy)
- Rhapsody In Blue (Grass) - Béla Fleck e Ferde Grofé, arrangiatori (Béla Fleck featuring Michael Cleveland, Sierra Hull, Justin Moses, Mark Schatz e Bryan Sutton)
- Rose Without The Thorns - Erin Bentlage, Alexander Lloyd Blake, Scott Hoying, A.J. Sealy e Amanda Taylor, arrangiatori (Scott Hoying featuring säje e Tonality)
- Silent Night - Erin Bentlage, Sara Gazarek, Johnaye Kendrick e Amanda Taylor, arrangiatori (säje)

#### Miglior arrangiamento, strumentale e vocale
- Alma - Erin Bentlage, Sara Gazarek, Johnaye Kendrick e Amanda Taylor, arrangiatori (säje featuring Regina Carter)
- Always Come Back - Matt Jones, arrangiatore (John Legend)
- b i g f e e l i n g s - Willow, arrangiatore (WILLOW)
- Last Surprise (From Persona 5) - Charlie Rosen e Jake Silverman, arrangiatori (The 8-Bit Big Band featuring Jonah Nilsson e Button Masher)
- The Sound Of Silence - Cody Fry, arrangiatore (Cody Fry featuring Sleeping At Last)

### Rock, metal ed alternativa

#### Miglior album di musica alternativa
- All Born Screaming – St. Vincent
- Wild God – Nick Cave and the Bad Seeds
- Charm – Clairo
- The Collective – Kim Gordon
- What Now – Brittany Howard

#### Miglior interpretazione di musica alternativa
- St. Vincent - Flea
- Cage the Elephant - Neon Pill
- Nick Cave and the Bad Seeds - Song of the Lake
- Fontaines D.C. - Starburster
- Kim Gordon - Bye Bye

#### Miglior canzone rock
- Broken Man – Annie Clark, autore (St. Vincent)
- Beautiful People (Stay High) – Dan Auerbach, Patrick Carney, Beck Hansen e Daniel Nakamura, autori (The Black Keys)
- Dark Matter – Jeff Ament, Matt Cameron, Stone Gossard, Mike McCready, Eddie Vedder e Andrew Watt, autori (Pearl Jam)
- Dilemma – Billie Joe Armstrong, Tré Cool e Mike Dirnt, autori (Green Day)
- Gift Horse – Jon Beavis, Mark Bowen, Adam Devonshire, Lee Kiernana e Joe Talbot, autori (Idles)

#### Miglior album rock
- Hackney Diamonds – The Rolling Stones
- Happiness Bastards – The Black Crowes
- Romance – Fontaines D.C.
- Saviors – Green Day
- Tangk – Idles
- Dark Matter – Pearl Jam
- No Name – Jack White

#### Miglior interpretazione metal
- Gojira, Marina Viotti e Victor Le Masne – Mea culpa (Ah! Ça ira!)
- Judas Priest – Crown of Horns
- Knocked Loose featuring Poppy – Suffocate
- Metallica – Screaming Suicide
- Spiritbox – Cellar Door

#### Miglior interpretazione rock
- The Beatles – Now and Then
- The Black Keys – Beautiful People (Stay High)
- Green Day – The American Dream Is Killing Me
- Idles – Gift Horse
- Pearl Jam – Dark Matter
- St. Vincent – Broken Man

### R&B, rap e poesia parlata

#### Miglior album di poesie parlate
- The Heart, The Mind, The Soul – Tank and the Bangas
- Civil Writes: The South Got Something to Say – Queen Sheba
- Concrete & Whiskey Act II Part 1: A Bourbon 30 Series – Omari Hardwick
- Good M.U.S.I.C. Universe Sonic Sinema Episode 1: In the Beginning Was the Word – Malik Yusef
- The Seven Number Ones – Mad Skillz

#### Miglior canzone R&B
- Saturn – Rob Bisel, Carter Lang, Solána Rowe, Jared Solomon e Scott Zhang, autori (SZA)
- After Hours – Diovanna Frazier, Alex Goldblatt, Kehlani Parrish, Khris Riddick-Tynes e Daniel Upchurch, autori (Kehlani)
- Burning – Ronald Banful e Temilade Openiyi, autori (Tems)
- Here We Go (Uh Oh) – Sara Diamond, Sydney Floyd, Marisela Jackson, Courtney Jones, Carl McCormick e Kelvin Wooten, autori (Coco Jones)
- Ruined Me – Jeff Gitelman, Priscilla Renea e Kevin Theodore, autori (Muni Long)

#### Miglior album R&B
- 11:11 (Deluxe) – Chris Brown
- Vantablack – Lalah Hathaway
- Revenge – Muni Long
- Algorithm – Lucky Daye
- Coming Home – Usher

#### Miglior album R&B progressivo
- So Glad to Know You – AverySunshine
- En Route – Durand Bernarr
- Bando Stone & the New World – Childish Gambino
- Crash – Kehlani
- Why Lawd? – NxWorries (Anderson. Paak e Knxwledge)

#### Miglior interpretazione R&B
- Muni Long - Made for Me (Live on BET)
- Jhené Aiko - Guidance
- Chris Brown - Residuals
- Coco Jones - Here We Go (Uh Oh)
- Muni Long - Made for Me (Live on BET)
- SZA - Saturn

#### Miglior interpretazione R&B tradizionale
- Lucky Daye - That's You
- Marsha Ambrosius - Wet
- Kenyon Dixon - Can I Have This Groove
- Lalah Hathaway featuring Michael McDonald - No Lie
- Muni Long - Make Me Forget

#### Miglior interpretazione rap
- Kendrick Lamar - Not like Us
- Cardi B - Enough (Miami)
- Common e Pete Rock featuring Posdnuos - When the Sun Shines Again
- Doechii - Nissan Altima
- Eminem - Houdini
- Future, Metro Boomin & Kendrick Lamar - Like That
- GloRilla - Yeah Glo!

#### Miglior interpretazione rap melodica
- Rapsody featuring Erykah Badu - 3:AM
- Jordan Adetunji featuring Kehlani - Kehlani
- Beyoncé featuring Linda Martell & Shaboozey - Spaghettii
- Future, Metro Boomin e The Weeknd - We Still Don't Trust You
- Latto - Big Mama

#### Miglior canzone rap
- Not like Us – Kendrick Lamar, autore (Kendrick Lamar)
- Asteroids – Marlanna Evans, autore (Rapsody featuring Hit-Boy)
- Carnival – Jordan Carter, Raul Cubina, Grant Dickinson, Samuel Lindley, Nasir Pemberton, Dimitri Roger, Ty Dolla Sign, Kanye West e Mark Karl Stolinski Williams, autori (¥$: Kanye West & Ty Dolla Sign featuring Rich The Kid e Playboi Carti)
- Like That – Kendrick Lamar Duckworth, Kobe ByKobe Hood, Leland Wayne e Nayvadius Wilburn, autori (Future e Metro Boomin featuring Kendrick Lamar)
- Yeah Glo! – Ronnie Jackson, Jacquez Lowe, Timothy McKibbins, Kevin Andre Proce, Julius Rivera III e Gloria Woods, autori (Glorilla)

#### Miglior album rap
- Alligator Bites Never Heal – Doechii
- Might Delete Later – J. Cole
- The Auditorium, Vol. 1 – Common e Pete Rock
- The Death of Slim Shady (Coup De Grâce) – Eminem
- We Don't Trust You – Future e Metro Boomin

## Premi al merito
La lista dei vincitori del Premio alla carriera, del Trustee Award e del Technical Grammy Award è stata comunicata il 20 dicembre 2024. La cerimonia di premiazione dei Premi al merito è avvenuta il 1º febbraio 2025 al Wilshire Ebell Theater di Los Angeles.

### Premio alla carriera
- Frankie Beverly
- The Clash
- Dr. Bobby Jones
- Taj Mahal
- Prince
- Roxanne Shante
- Frankie Valli

### Trustee Award
- Erroll Garner
- Glyn Johns
- Tania León

### Technical Grammy Award
- Dr. Leo Beranek

### Dr. Dre Global Impact Award
- Alicia Keys[50]

### Premio Harry Belafone alla miglior canzone per il cambiamento sociale
- Deliver – Iman Jordan; scritta da Iman Jorda, Roy Gartrell, Tam Jones e Ariel Loh[55]

## Artisti pluricandidati e/o pluripremiati

### Pluricandidati
I seguenti artisti hanno ricevuto più di una candidatura:
Undici:
- Beyoncé

Sette:
- Billie Eilish
- Charli XCX
- Kendrick Lamar
- Post Malone

Sei:
- Sabrina Carpenter
- Chappell Roan
- Taylor Swift

Cinque:
- Béla Fleck
- Dmitriy Lipay
- Los Angeles Philharmonic
- Dan Nigro
- Shaboozey
- Șerban Ghenea

Quattro:
- Amy Allen
- Finneas
- Future
- Kacey Musgraves
- Metro Boomin
- Muni Long
- Raphael Saadiq
- Sierra Ferrell
- St. Vincent
- Randy Merrill

Tre:
- A.G. Cook
- Ariana Grande
- André 3000
- CeCe Winans
- Chris Brown
- Doechii
- Eminem
- Green Day
- Idles
- Jacob Collier
- John Legend
- Kaytranada
- Kehlani
- Manny Marroquin
- Morten Lindberg
- Pearl Jam
- Säje
- Tems
- Raye

### Pluripremiati
I seguenti artisti hanno ricevuto più di un premio:
Cinque:
- Kendrick Lamar

Quattro:
- Sierra Ferrell

Tre:
- Beyoncé
- Charli XCX
- St. Vicent

Due:
- Jon Batiste
- Sabrina Carpenter
- Gustavo Dudamel
- Samara Joy
- Mimy Succar
- CeCe Winans